# الکساندر مالنکو
الکساندر مالنکو (به انگلیسی: Aleksandar Malenko) (زادهٔ ۲۰ ژانویهٔ ۱۹۷۹) شناگر اهل مقدونیه است.